# Farm Aid
Farm Aid er en organisation i USA, som arbejder for at støtte det amerikanske landbrug. 
Det begyndte med en velgørenhedskoncert den 22. september 1985 i Champaign i Illinois, som blev afholdt for at skaffe penge til bønder i USA. Koncerten blev organiseret af Willie Nelson, John Mellencamp og Neil Young og var inspireret af Bob Dylans kommentar på Live Aid tidligere på året: 
| Citat     | I hope that some of the money...maybe they can just take a little bit of it, maybe...one or two million, maybe...and use it, say, to pay the mortgages on some of the farms and, the farmers here, owe to the banks... | Citat |
| Bob Dylan | |       |

[kilde mangler]
Nelson og Mellencamp fik derefter bønder til at vidne for USAs Kongres om situationen for de familiedrevne gårde i USA. Dette medvirkede til, at Kongressen vedtog jordbrugskreditloven af 1987 (Agricultural Credit Act of 1987) for at støtte disse og nedbringe antallet af konkurser i landbruget. 
Farm Aid har senere udviklet sig til en organisation, som generelt arbejder på at øge opmærksomheden om, hvor vigtigt det er at have familiebrug. Hvert år arrangeres en koncert med country musik, blues og rock med mange kendte navne som optrædende. I bestyrelsen sidder Nelson, Mellencamp og Young samt Dave Matthews. Youngs taler om miljøet er et højdepunkt i forbindelse med koncerterne.